# LOCK&LOCK
LOCK&LOCK（ロック アンド ロック）は、大韓民国ソウルに本社を置く、家庭用品メーカーである。1978年に設立され、2018年時点では世界の119カ国に製品を供給している。
主力製品は、食品容器、調理器具、タンブラーグラス、水筒など、さまざまなジャンルを開発製造している。
また、中国、ドイツ、アメリカ合衆国、ベトナムなど11ヶ所に販売拠点を持ち、世界87カ国に直営店をもつ。

## 工場
- 中国蘇州市万山
- ベトナムブンタウ